# Syngonopodium cornutum
Syngonopodium cornutum är en mångfotingart som beskrevs av Karl Wilhelm Verhoeff 1929. Syngonopodium cornutum ingår i släktet Syngonopodium och familjen Attemsiidae. Inga underarter finns listade i Catalogue of Life.